# Adobe Dynamic Link
Adobe Dynamic Link是Adobe Creative Suite製片增強版或大師收藏版的一部分，用作移動素材時消除軟件之間的中介演算。用戶可以由Adobe After Effects、Adobe Premiere Pro、Adobe Soundbooth或Adobe Encore之間移動素材而不需進行中介演算，從而提高工作效率。

## 外部連結
- Adobe Dynamic Link（页面存档备份，存于）